# Adriano Pereira da Silva
Adriano Pereira da Silva (Salvador, 3 april 1982) is een Braziliaanse voetballer (verdediger) die van 2007 tot en met 2013 als laatst voor de Franse eersteklasser AS Monaco uitkwam.